# Hexaglandula karachiensis
Hexaglandula karachiensis es una especie de acantocéfalo del género Hexaglandula, familia Polymorphidae. Fue descrita inicialmente por Bilqees en 1971 dentro del género Hexaglandula. Sin embargo, en 1992, algunos autores consideraron nuevamente a la especie como parte de Polymorphus, siendo la especie realmente Polymorphus karachiensis, aunque nuevos estudios en 2008 determinaron que Hexaglandula parece ser un género separado de Polymorphus. Se encuentra en Asia del Sur.